# 전기자전거

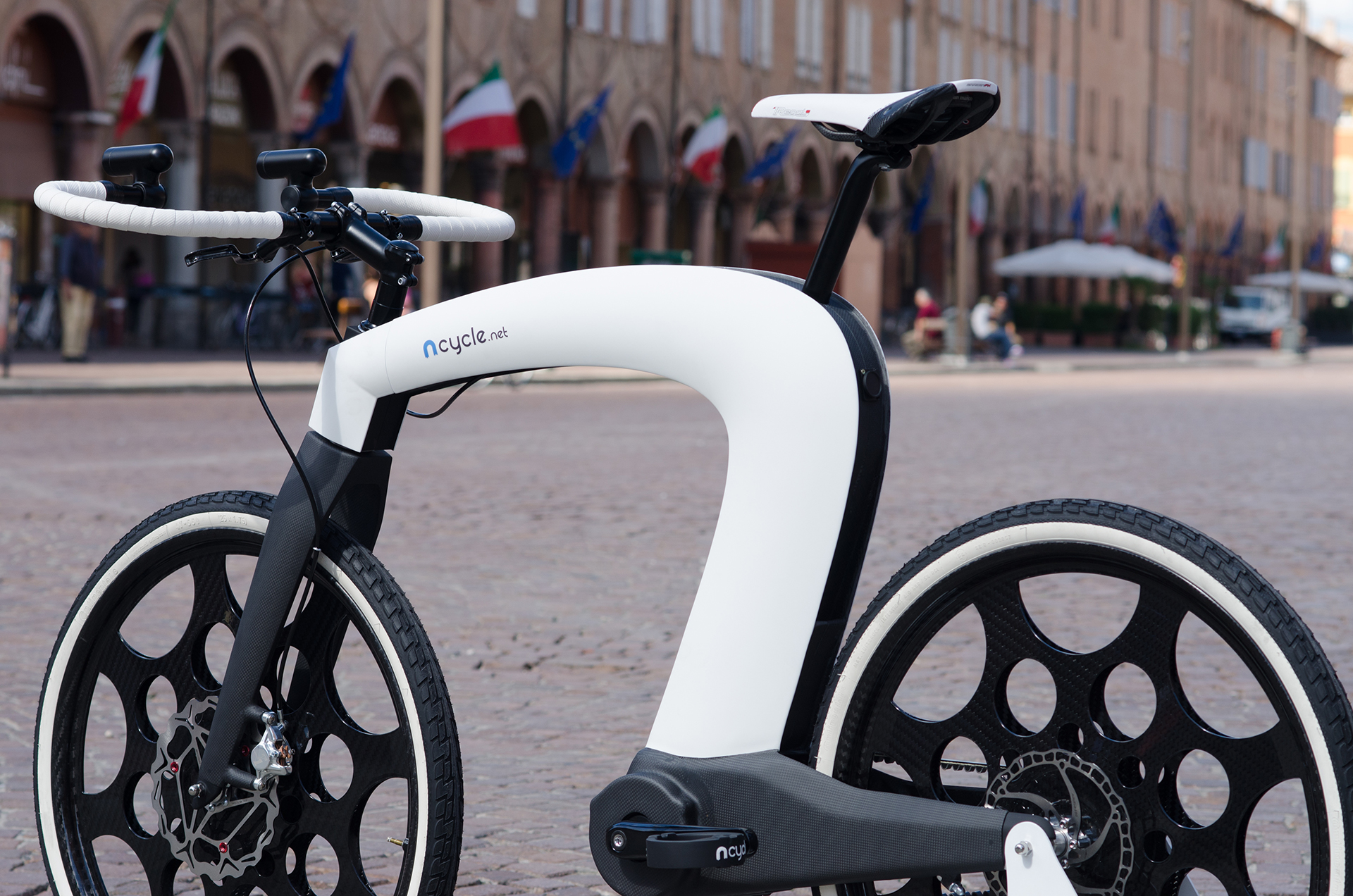
전기자전거

전기자전거(electric bicycle)는 기존 인력으로만 움직일 수 있는 자전거에 배터리와 모터를 장착하여 운전자가 페달을 돌릴 때 이를 감지하여 모터의 힘으로 주행을 돕는 자전거이다.
전기자전거의 주행방식에는 PAS(Pedal Assist System) 방식과 스로틀(Throttle) 방식이 있다. 
국내외에서는 전기자전거를 통상적으로 eBike라고 부른다.
국내법은 PAS방식으로 KC인증(25km/h 동력치단, 무게 30kg이하) 행안부에 등록된 e바이크에 한해 자전거전용도로 통행과 자전거 보험 적용이 가능하다.

## 전기자전거의 기술적 주행방식

### PAS 방식
페달 등에 센서가 있어 사용자가 페달을 밟으면 이를 감지해 모터가 작동하는 방식이다. PAS방식은 대부분 낮은 동력지원부터 높은 동력지원까지 단계설정이 가능토록 설계되어 있으며, 페달을 돌리는 회전을 감지해 동력을 전달하는 스피드센서 방식과 페달의 압력과 페달의 회전, 그리고 회전수를 감지하는 토크센서 방식이 있다. 스피드센서 방식은 가격이 낮으며 주행감의 이질감이 있고, 토크센서 방식은 사용자의 페달 토크를 인식하기 때문에 상대적으로 자전거로서의 이질감이 적다.

### 스로틀 방식
핸들바에 버튼이나 레버 형태로 장착되어 이를 작동시키면 페달을 구를 필요 없이 오토바이처럼 주행하는 방식이다.
(국내에서는 스로틀레버를 장착하면 전기자전거의 지위를 얻을 수 없다)

## 전기자전거의 국내 법 지위
대한민국에서 전기자전거란 (1)시속 25km/h를 초과하면 안되며, (2) 무게가 30kg 미만, (3) PAS방식으로만 지원되어야 하고, (4) 모터출력이 500w이하, 그리고 (5) KC안전인증을 받은 제품을 전기자전거로 정하고 있다. 이는 국내법의 도로교통법, 자전거이용활성화촉진법에서 전기자전거가 기존의 자전거로서의 지위를 인정받기 위해 마련된 조건이다.
위 규정과 다른 전기자전거중 위 사항을 초과하되 모터 출력이 590w이하인 전기자전거는 도로교통법상 원동기장치자전거로 분류된다.
해외에서는 이를 스피드페달릭으로 분류하고 전기자전거의 다른 버전으로 정의하고 있으며, 전기자전거용 번호판을 지자체에서 제공하고 보험을 가입할 수 있도록 제도적 장치가 마련되어 있다.

## 전기자전거 주요업체
삼천리와 알톤등 국내에서 생산보다 중국OEM으로 생산되고 있지만, 최근 국내 e바이크 생산공장이 생기고 내수와 수출로 이어지고 있다
글로벌 시장에서 전기자전거가 큰 인기를 끌며, 글로벌 기업들이 전기자전거 생산에 뛰어들고 있다.
자전거 부품회사인 일본의 SHIMANO나 자동차 전장 및 가전 회사인 독일의 BOSCH, 중국의 BAFANG이 대표적이다. 이 외에도 독일의 BROSE, 일본의 PANASONIC, YAMAHA등이 있으며,
이들은 자전거를 직접 생산하지는 않고, 미드 드라이브 전기자전거 컨포넌트(모터, 배터리, 디스플레이등)를 개발.생산하고 자전거 생산업체에 납품하는 방식으로 사업을 확장하고 있다.

## 같이 보기
- 모페드
- 산악 자전거
- 재생 가능 에너지
- 전동킥보드